# Иван Клајн
Иван Клајн (Београд, 31. јануар 1937 — Београд, 31. март 2021) био је српски академик, универзитетски професор, филолог и колумниста. Важио је за једног од највећих ауторитета у пољу српскога језика и ортографије. Био је велики борац за чистоту српскога језика, а све до своје смрти је редовно писао текстове о језичким и правописним проблемима.

## Биографија

### Детињство и младост
Рођен је 31. јануара 1937. године у Београду, као син Јевреја Хуга и Српкиње Стане. Родио се тачно преко пута Калемегдана, у Улици Маршала Пилсудског (данас Тадеуша Кошћушка).

Породица Клајн је пореклом из Пољске, да би се доцније преселила у Срем. Његов деда Самуило је са супругом Софијом имао три кћерке и једног сина, Ивановог оца Хуга. Само је Хуго од свих Клајнових преживео холокауст. „Мој отац, као Јеврејин, за то време се крио код пријатеља, под лажним именом, пустивши бркове и браду. Тако је успео да преживи, док су његова браћа и сестре, у родном Вуковару, сви до једног, заједно с децом, убијени у Јасеновцу.” Иван је Други светски рат провео код свога деде с мајчине стране Михаила Ђурића, који је био угледни трговац. Имао је кућу на углу улица Господар Јевремове и Краља Петра. Немци су му пред сам крај рата у Југославији, у повлачењу, до темеља спалили кућу, али му је породица новинара Душана Тимотијевића уступила њихов стан у Господар Јевремовој у којем је остао до женидбе, када се преселио у кућу своје жене у Земуну:
„Нек се не љуте Земунци, али ни данас се не осећам као Земунац. Понекад кажем да сам припадник дорћолске дијаспоре у Земуну.”
Земун ће — испоставиће се — бити његово место вечнога починка јер није добио место у Алеји заслужних грађана, па је сахрањен на Земунскоме гробљу.

### Образовање и професура
Завршио је студије италијанског језика и књижевности на Филолошком факултету Универзитета у Београду (1961. године). Као редовни професор на овом факултету предавао је италијански језик и упоредну граматику романских језика. Осим романистике, подручје Клајновог рада било је и нормативна граматика и стандардизација савременог српског језика.
Као велики поборник чистоте српскога језика, био је против бесмислених туђица, односно оних страних речи које имају добру замену и у српском језику. Иако данас велики број стручњака у свој говор или текст убацују што више страних „стручних” речи како би испали ученији, Клајн је сматрао то општом неписменошћу. Он је својевремено „своје студенте 'обарао' када би студенти на писменом испиту из страног језика употребили иједну једину страну реч а да за ту реч постоји одговарајућа српска реч. Сматрао је то нашом општом неписменошћу (а не образованошћу). Наравно, када је било немогуће превести страну реч а да она истовремено не звучи рогобатно и да није у духу нашег језика, дозвољавао је употребу страних речи у српском језику.”

Године 2002. се пензионисао, али остао му је жал за професуром:
„Нисам се уморио од наставе, али сам морао да је прекинем по сили закона кад сам навршио шездесет пету. Било ми је криво због тога, јер сам волео наставнички посао, а мислим да су и студенти били задовољни мојим предавањима. У Италији професори универзитета могу да раде до 72. године живота, а и код нас, да сам рецимо политичар, могао бих да гурам док сам жив.”

### Новинарски стаж
Већ у раној каријери — седамдесетих година 20. столећа — препознаје значај штампаних медија свестан чињенице да се штампа више чита него научне књиге. Писао је за Борбу, Илустровану Политику, Политику и, на крају, до своје смрти, за Нин. Последњу колумну написао је за Нин који је изашао 25. марта, шест дана пред смрт. Нин првога априла 2021. г. је освануо без његове сталне рубрике. Теме су му биле језичке недоумице, а бирао је само ону штампу која излази на ћириличкоме писму. Његов стил је био кратак и концизан, али „су његови текстови о најзамршенијим језичким питањима били тако отворени, разговетни, бистри, питки и читки”. У последњем интервјуу за Нин, на питање одакле црпи толико стрпљења за језичке недоумице, Клајн је изјавио следеће:
'Почео сам да пишем пре скоро четири деценије, у Борби, потом у Илустрованој Политици, па у Политици, а последњих двадесетак година у Нину. Сада могу рећи да пишем по инерцији, као пензионер. Новинарски стаж ми је дужи од лингвистичког: кад сам дипломирао на Филолошком факултету, рекли су да рачунају на мене као асистента, али сам две године чекао да се отвори „буџетско место“, па сам се запослио у Илустрованој као новинар преводилац, и после сам још годинама хонорарно радио у истом листу. Кад једном стекнете навику да сваке недеље предате текст уреднику, она се тешко губи.'“
За дописног члана Српске академије наука и уметности изабран је 2000, а за редовног 2003. године.
Био је ожењен Александром, професорком италијанскога језика. За собом је оставио сина.

## Чланства
Био је члан Савета Вукове задужбине и Одбора за стандардизацију српског језика као и председник Комисије за односе са јавношћу и решавање неодложних питања. Такође је био сарадник Матице српске.

## Смрт
Клајну се последњих година од старости опште здравствено стање погоршало, међутим то га није спречило да редовно пише колумне за Нин. У марту 2021. г. му је дијагностикован ковид 19. Преминуо је последњег дана марта исте године у Земунској болници. Иако се претпостављало да ће Клајн бити сахрањен у Алеји заслужних грађана, ипак није добио тамо место те је сахрањен на Земунскоме гробљу 5. априла.

### Реакције
Министар просвете и науке Бранко Ружић окарактерисао је Клајнову смрт као „велики губитак за читаво друштво”. У телеграму саучешћа истакао да је Клајн „визионарским ставом и спремношћу, у једној од најзначајнијих сфера нашег живота, промовисао је вредности на којима су стасавале генерације, а његов рад свакако ће остати наук за будућност.”
Академик Матија Бећковић је у опроштајној изјави рекао да никада није срео затворенијег човека, краће речи, чији су текстови о најзамршенијим језичким питањима били тако отворени, разговетни, бистри, питки и читки.
Данко Шипка, српски лингвиста који ради у САД, у тексту за Политику оценио је да Клајново „целокупно деловање било одмерено у сваком позитивном смислу те речи”. Шипка је дао занимљиво поређење означивши Ивана Клајна као „Политикиног забавника за старије омладинце”. „Као што је Политикин забавник наш а у живој комуникацији са светом, такво је било и деловање Ивана Клајна. И Управо то његово деловање значило је бројним нашијенцима у расејању — достојанство без изолације.”
Спортски новинар Саша Озмо опростио се од Клајна на твитеру речима: „Кажу да је језик један од одредница идентитета нације. То је тачно, а овај човек је био један од највећих патриота. Велики Иван Клајн.”
На смрт академика Клајна реаговали су и Рада Стијовић, Ранко Бугарски, Миро Вуксановић и остале угледне јавне личности из света науке и културе.

### Преводилаштво
Превео је више књига с италијанског и енглеског језика на српски. Његов превод комедије Ђордана Бруна Свећар изводио се у Атељеу 212 у Београду. Био је један од приређивача српског издања Кембричке енциклопедије језика (Београд, 1995) Дејвида Кристала и један од преводилаца (уз Бориса Хлебеца) српског издања Енциклопедијског речника модерне лингвистике (Београд, 1988) истог аутора.

### Енигматика
У загребачком Вјесниковом квизу (и његовим посебним издањима) објавио је неколико чланака енигматске тематике, као и неколико загонетки (нпр. палиндромне реченице) и језичких задатака. Део његових енигматских доприноса поменут је у књизи Комбинаторика у играма речи Алојза Буљана (Матица хрватска — огранак Новска; Новска, 2003).